# Wilhelm von Biela
Wilhelm Freiherr von Biela ou Wilhelm von Biela (né le 19 mars 1782 à Roßla et décédé le 18 février 1856 à Venise) était un officier de l'armée austro-hongroise et astronome amateur.

## Biographie
Wilhelm von Biela est né à Roßla dans le massif montagneux de Harz dans le centre de l'actuelle Allemagne.
Comme capitaine de l'armée autrichienne, il participe à plusieurs campagnes militaires contre Napoléon Bonaparte entre 1805 et 1809.
En astronomie, il se spécialise dans l'observation et le calcul des orbites des comètes, ainsi que l'observation des taches solaires. Il redécouvre de manière indépendante plusieurs comètes. La plus célèbre est 3D/Biela, dont il est le premier à définir l'orbite et la périodicité.
Il publie plusieurs articles d'astronomie et un ouvrage (Die zweite grosse Weltenkraft, nebst Ideen über einige Geheimnisse der physischen Astronomie, oder Andeutungen zu einer Theorie der Tangentialkraft) à Prague en 1836.

## Source
- (en) Wilhelm von Biela, par Lynn, W. T. en dans The Observatory, Vol. 21, p. 406-407 (1898)